# Кржижановский, Райнольд Казимирович
Ра́йнольд Казими́рович Кржижано́вский (пол. Rajnold Krzyżanowski; 1821, Белосток — 30 августа [12 сентября] 1913, Санкт-Петербург) — российский архитектор, гражданский инженер польского происхождения. Новгородский губернский архитектор.

## Биография
Родился в 1821 году в Белостоке в католической дворянской семье. Среднее образование получил в Белостокской гимназии. В 1838 году в качестве стипендиата гродненского дворянства поступил в Петербургское строительное училище. По окончании курса в 1843 году с чином XIV класса и званием архитекторского помощника, был назначен городским архитектором в Новгород, где занимался возведением общественных и частных построек.
В 1851 году определён архитектором для производства работ, а в 1854 году ему было поручено заведование постройкой сгоревшего города Валдая.
С 1867 году занимал пост губернского архитектора в Новгороде, а с 1870 года на него возложено заведование памятником тысячелетию России; кроме того занимал должность директора попечительного о тюрьмах комитета.
Имел награды: орден Святой Анны 2-й степени (1883).
В 1896 году вышел в отставку и переехал в Санкт-Петербург. Проживал по адресу Екатерингофский проспект, 83. В последние годы жизни практически потерял зрение. Скончался 30 [12] сентября 1913 года в Санкт-Петербурге. Похоронен на Волковском лютеранском кладбище.

## Проекты и постройки
Новгород и окрестности
- Перестройка здания городской думы с прилегающими к ней лавками и дворцом князя Ярослава (не сохранилось).
- Бульвар по берегу Волхова.
- Каменное здание для снабжения города водой.
- Строительство 25 каменных и 50 деревянных домов.
- Здание женского епархиального училища в Деревяницах (1884).
- Католический костёл Петра и Павла (1893).

Череповец
- Строительство 3-этажного каменного здания тюрьмы (не сохранилось).
- Строительство каменной православной церкви.
- На бывших военных дорогах построено до 50 мостов разной величины и конструкции и участок шоссе.

Старая Русса
- Капитальная перестройка зданий минеральных вод в Старой Руссе.

- Костёл апп. Петра и Павла в Великом Новгороде
- Здание женского епархиального училища в Деревяницах (1884)

## Семья
Был женат на Эмме Мусселиус (1833—1903), сестре архитектора А. В. Мусселиуса. Она также похоронена на Волковском лютеранском кладбище. У Райнольда и Эммы было четверо детей: Александр, Казимир-Иосиф, Антонина и Констанция.